# Karl Petrowitsch Jessen

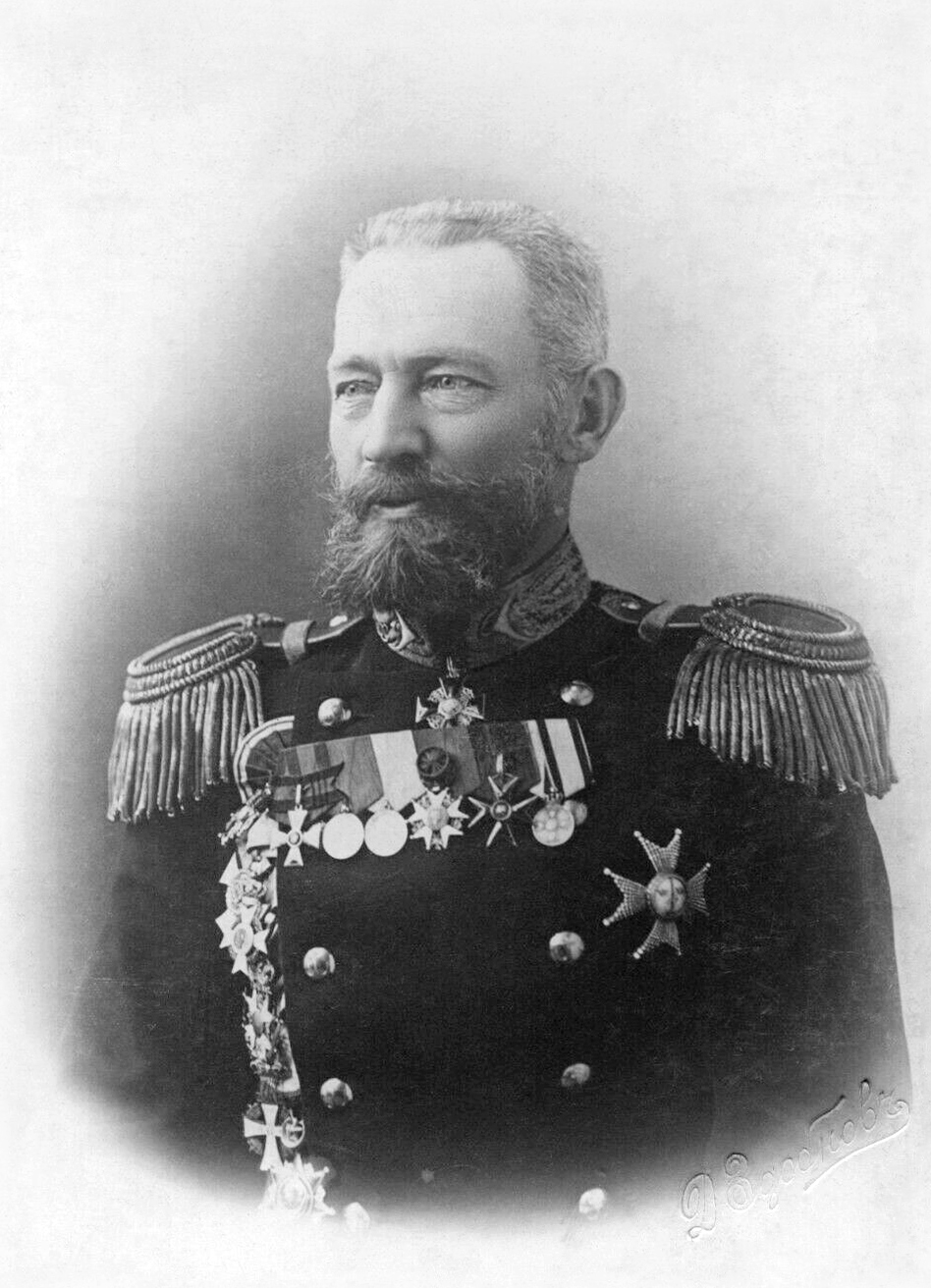
Karl Petrowitsch Jessen

Karl Petrowitsch Jessen, auch Karl Johann Peter Jessen, (russisch Карл Петрович Иессен; wissenschaftliche Transliteration Karl Petrovič Jessen, * 30. Juni 1852 in Dorpat; † 28. April 1918 in Petrograd) war ein Admiral deutschbaltischer Abstammung in der Kaiserlich-Russischen Marine.

## Leben
Jessen wurde 1852 in Dorpat geboren, wo sein Vater Hans Peter Boje Jessen (1801–1875) als Direktor und Professor an der neu errichteten Veterinär-Schule lehrte.
Nach seiner Ausbildung 1869–1875 diente Jessen zunächst als Minenoffizier und Artillerieoffizier auf verschiedenen Einheiten im Schwarzen Meer. 1890 erhielt er sein erstes Kommando, auf dem neu in Dienst gestellten 164-Tonnen-Torpedoboot Adler («Адлер») der Schwarzmeerflotte, dem ersten Hochseetorpedoboot der russischen Marine und bei seiner Fertigstellung schnellsten Schiff der Welt. 1891–1893 war er Erster Offizier auf dem Geschützten Kreuzer Admiral Kornilow («Адмирал Корнилов») in der Ostsee und dem Pazifik, 1894–1895 Kapitän des Dampfers Newa («Нева»), und 1895–1896 Kapitän des Kreuzers Asia («Азия»). 1897 wurde er zum Kapitän 1. Ranges (Kapitän zur See) befördert. Von 1898 bis 1902 war er Kapitän des Panzerkreuzers Gromoboi («Громобой»), mit dem er der Pazifikflotte zugeordnet wurde.
Jessen wurde am 1. Januar 1904 zum Konteradmiral befördert und hielt danach in kurzer Folge verschiedene Dienststellungen. Zunächst wurde er am 3. Februar 1904 Stellvertretender Befehlshaber des russischen Pazifikgeschwaders auf dem Linienschiff Sewastopol und kurze Zeit danach Befehlshaber der in Port Arthur stationierten Kreuzer. Fünf Wochen später, am 10. März 1904, ernannte ihn der neue Befehlshaber des Pazifikgeschwaders, Vizeadmiral Makarow, zum Befehlshaber der Kreuzerabteilung in Wladiwostok, bestehend aus den Panzerkreuzern Rossija, Gromoboi und Rurik sowie dem Geschützten Kreuzer Bogatyr, wo er seine Flagge am 16. März 1904 auf der Rossija setzte.

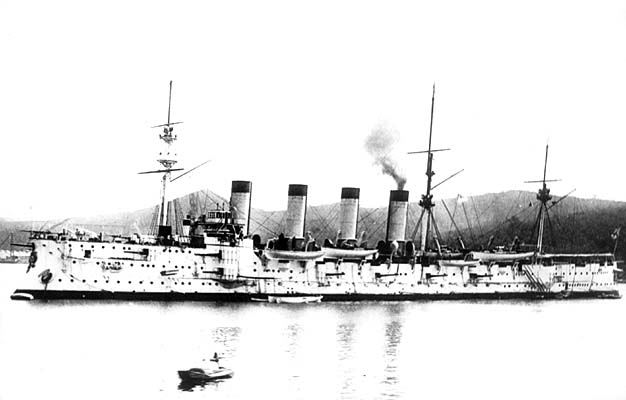
Russischer Panzerkreuzer Gromoboi

Die nächsten Wochen waren geprägt von kurzen Ausbildungsfahrten, sowohl mit einzelnen Schiffen als auch im Verband, da Admiral Makarow keine größeren Aktionen erlaubte. 

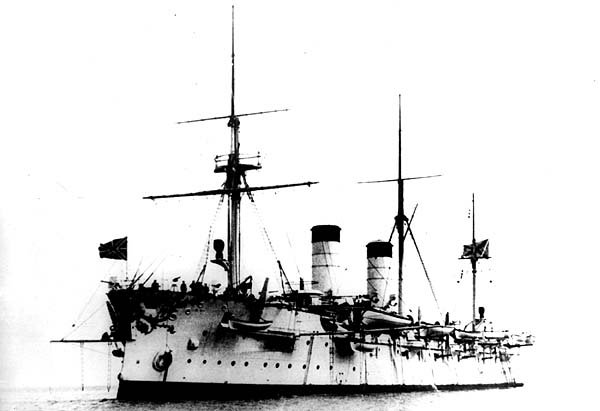
Russischer Panzerkreuzer Rurik

Erst nach Makarows Tod führte Jessen seine Kreuzer wiederholt entlang der koreanischen Küste ins Japanische Meer, wo er die japanische Handelsschifffahrt und Truppentransporte bedrohte. Dabei versenkte er mehrere Handelsschiffe sowie am 25. April 1904 vor Gensan den Kohlentransporter Kinshu Maru, auf dem sich japanische Infanterie befand. Pech hatte Jessen am 15. Mai 1904, als er mit der Bogatyr im Nebel nähe der Possiet-Bucht auf einen Felsen lief und der Kreuzer so schwer beschädigt wurde, dass er für den Rest des Krieges ausfiel. Weltweite Aufmerksamkeit erregte seine Fahrt im Juli 1904, als er an der Ostküste Japans bis vor die Bucht von Tokyo vorstieß.
Am 14. August 1904, vier Tage nach der von Russland verlorenen Seeschlacht im Gelben Meer, befehligte Jessen auf der Rossiya die russischen Panzerkreuzer im Seegefecht bei Ulsan, das auch als Seeschlacht im Japanischen Meer bekannt ist. Zwar unterlag er dabei gegen einen deutlich überlegenen Gegner und verlor eines seiner drei Schiffe, die Rurik, erwarb sich jedoch durch seine langen und aufopfernden Bemühungen, die Rurik zu retten, den Respekt seiner Gegner und seiner eigenen Besatzungen. Jessen erhielt für dieses Engagement vom Zaren das St. Georgskreuz 4. Klasse, aber ebenso untersagte ihm der russische Oberbefehlshaber im Fernen Osten, Alexejew, weitere Ausfahrten von mehr als einer Tagesreise.
Danach verlief seine Laufbahn weniger glanzvoll. Im November 1904 wurde er Befehlshaber des 1. Geschwaders der Pazifikflotte, die seit der verlorenen Seeschlacht im Gelben Meer in Port Arthur eingeschlossen war. Am 2. Januar 1905, nach der Kapitulation von Port Arthur, wurde er erneut Befehlshaber der verbliebenen Kreuzer der Pazifikflotte. Im Juli 1905 wurde er zur Verteidigung der Provinz Ussuri abgeordnet, wo er das Kriegsende erlebte. Im November 1905 führte er die verbliebenen russischen Schiffe in die Ostsee zurück, wo sie im April 1906 eintrafen. Jessen wurde bald darauf offiziell getadelt, aber nach einem Wechsel an der Spitze des Marineministeriums 1908 rehabilitiert, zum Vizeadmiral befördert und zum stellvertretenden Befehlshaber der Ostseeflotte ernannt. Nach der Ernennung des Admirals Nikolai von Essen zum Oberbefehlshaber der Ostseeflotte im Jahre 1909 wurde Jessen mit der Aufsicht über Schiffsbauarbeiten befasst.
Vizeadmiral Jessen starb 1918 in Petrograd.